# Mastophyllum scabricolle
Mastophyllum scabricolle är en insektsart som först beskrevs av Jean Guillaume Audinet Serville 1838.  Mastophyllum scabricolle ingår i släktet Mastophyllum och familjen vårtbitare. Inga underarter finns listade i Catalogue of Life.